# Pram (Bayerbach bei Ergoldsbach)

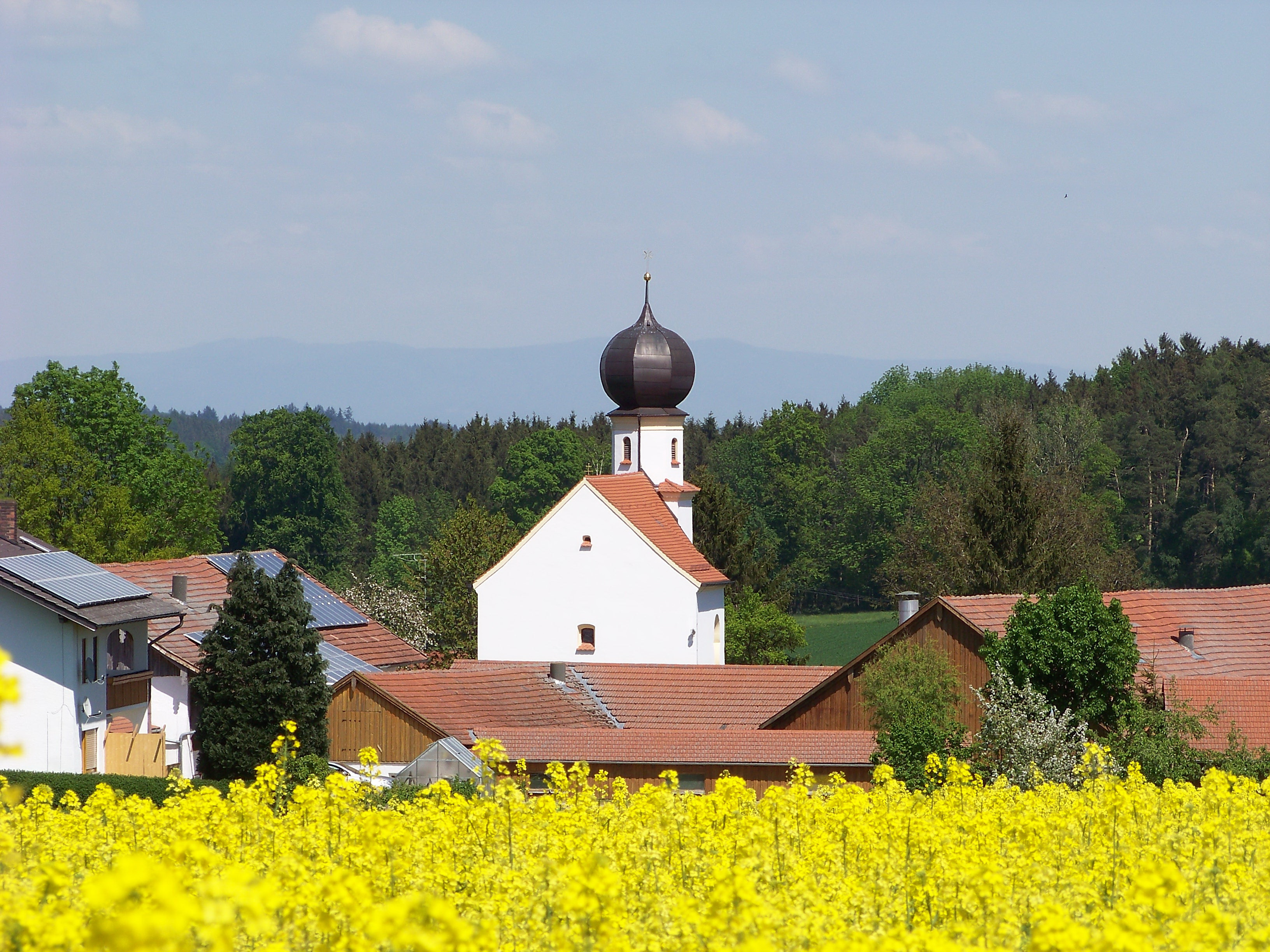
Ortsansicht von Pram, im Hintergrund die Silhouette des Bayerischen Waldes

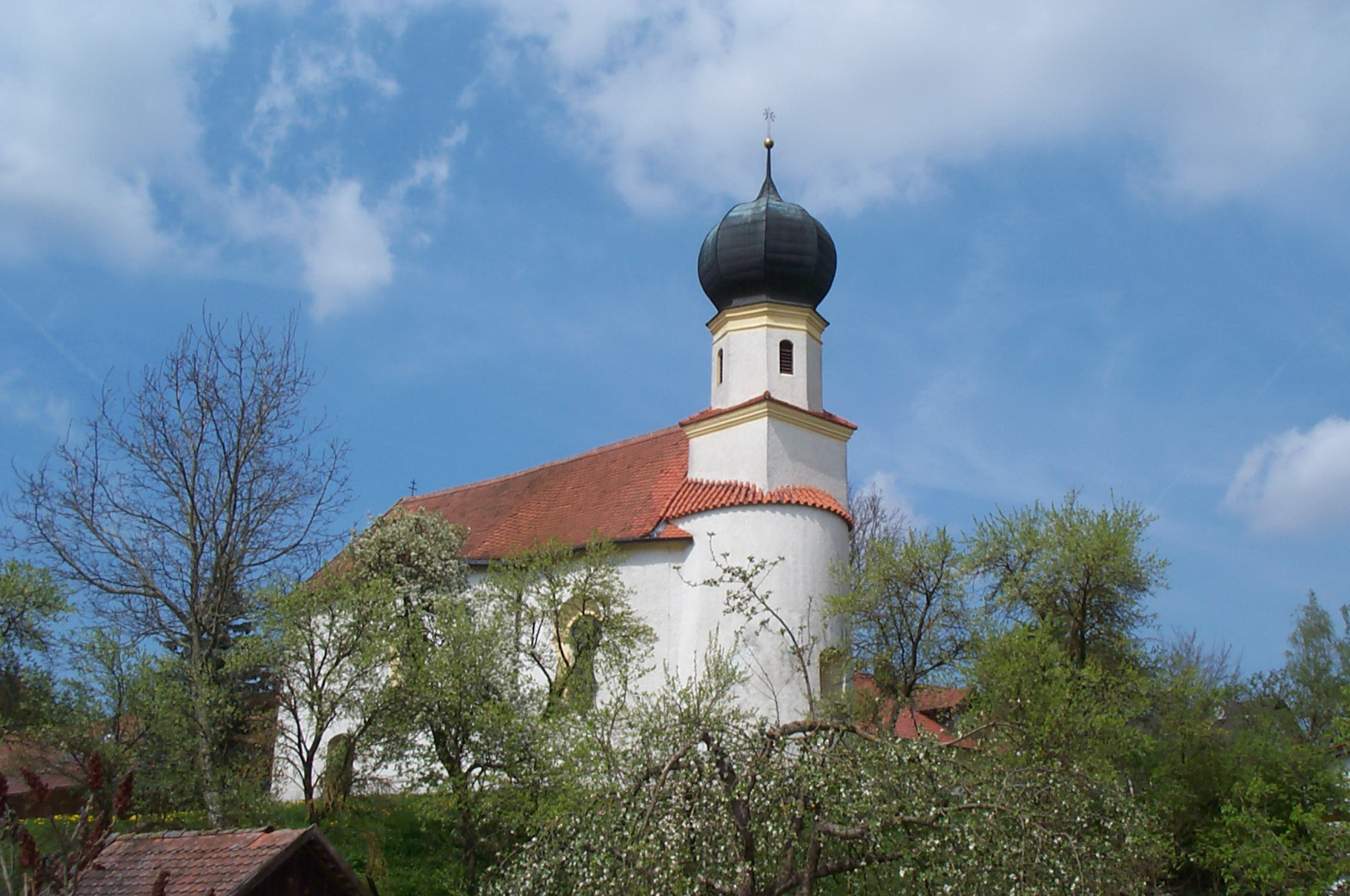
Die Filialkirche in Pram

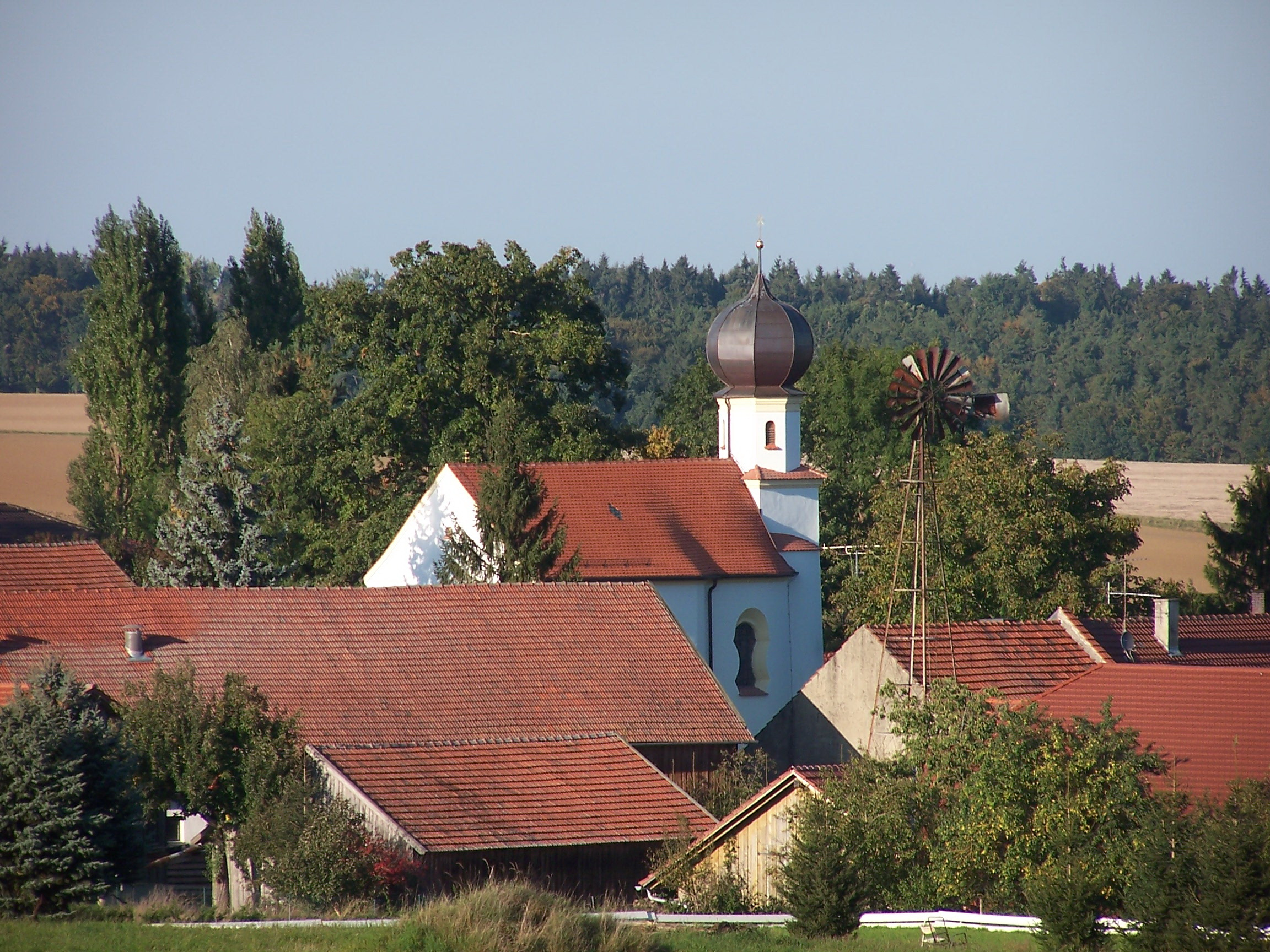
Pram mit Windrad

Pram ist ein Gemeindeteil der Gemeinde Bayerbach bei Ergoldsbach im niederbayerischen Landkreis Landshut.

## Geografische Lage
Das Dorf Pram liegt knapp drei Kilometer südöstlich des Kernortes Bayerbach und ist über eine Gemeindestraße und die Kreisstraße LA 28 mit Bayerbach verbunden.

## Geschichte
Zum ersten Mal urkundlich erwähnt wird Pram als „Prama“ in der Schenkung einer Adelsfamilie an das Bistum Freising im Jahr 773. 792 erfolgen weitere Schenkungen der gleichen Familie an das Kloster Sankt Emmeram. Im Jahr 1403 übernimmt das Kloster Seligenthal Besitzungen in Pram mit einer Taverne sowie die Gerichtsbarkeit im Ort im Tausch gegen einen Hof in Greilsberg. In den Güterkonskriptionen von 1752 sind Pram und der zugehörige Weiler Nißlpram als Hofmark mit acht Anwesen verzeichnet. Als Besitzer wird Graf von Arco zu Oberköllnbach genannt. Allerdings verfügte der aufgeführte Inhaber der Hofmark über kein Eigentum im Ort. Aus diesem Grund und weil weitere belastbare Quellen zu einer Hofmark Pram fehlen ist es zweifelhaft, ob Pram/Nißlpram wirklich eine ausgebildete Hofmark war.
Bei der Bildung der Gemeinden in Bayern durch die Gemeindeedikte wurde Pram als Kirchdorf der Ruralgemeinde Gerabach zugeordnet. Im Ortsverzeichnis von 1877 ist Pram als Kirchdorf mit 56 Einwohnern aufgeführt. 1946 wurde die Gemeinde Gerabach aufgelöst und Pram wurde ein Gemeindeteil von Bayerbach bei Ergoldsbach.

## Baudenkmäler
Die Filialkirche St. Martin und Nikolaus ist eine im Jahr 1758 errichtete Saalkirche. Die Apsis unter dem Turm stammt von einem romanischen Vorgängerbau.